# Кугаїв
Кугаїв — село в Україні, у Солонківській сільській громаді, Львівського району Львівської області.  До 2020 року — адміністративний центр Солонківської сільської ради, нині — адміністративний центр Солонківської сільської громади. Населення становить 133 особи. 

## Географія
Село Кугаїв розташоване на південь за 21 км від обласного та районного центрів — міста Львова, за 16 км від адміністративного центру сільської громади. За 26 км знаходиться найближча залізнична станція Пустомити.

## Населення
За даними всеукраїнського перепису населення 2001 року у селі мешкала 171 особа, у 2020 році — 133 особи.
Мова
Розподіл населення за рідною мовою за даними перепису 2001 року був наступним:
| українська | 167 | 97,66 |
| російська  | 4   | 2,34  |

## Історія
У XV столітті село перебувало у королівській власності. 20 липня 1444 року була видана грамота короля Владислава III Варненчика Ярому Федьку з Молодова на право користування королівським селом Кугаїв Щирецького повіту. За село Кугаїв згадується 23 жовтня 1447 року в книгах галицького суду. Також село Кугаїв згадується у підтвердній грамоті королівських комісарів на розмежування земельних володінь львівського латинського капітулу у селі Кугаїв та королівських сіл Гонятичі і Черкаси, датованій 13 липня 1464 року. 

## Пам'ятки

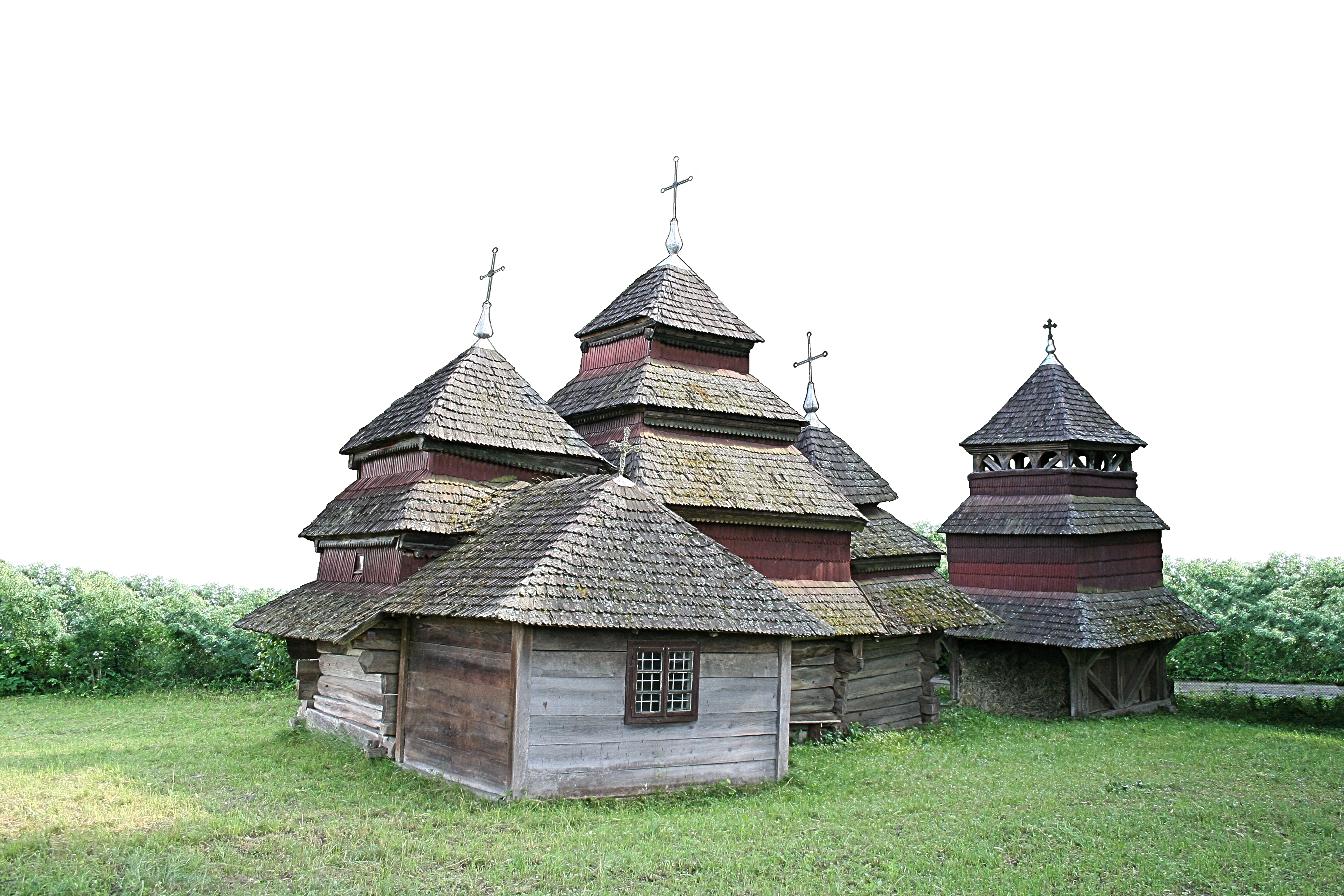
с. Кугаїв. Церква Богоявлення Господнього

- Дерев'яна бойківська церква Богоявлення Господнього (1693) і дзвіниця (XVIII століття)[11]. У 1990-х роках біля старовинної церкви збудована сучасна мурована церква, через що дерев'яна Церква Богоявлення Господнього стала поступово занепадати та відходити у забуття. Тепер дерев'яна церква рідко використовували храм для богослужінь.
- Римо-католицька каплиця Матері Божої Королеви Корони Польської. Спорудженню каплиці передував тривалий конфлікт між греко-католицьким священником Олександром Петром Мійським та римо-католицьким пробстом з Вовкова. До того часу у Кугаївській церкві, декілька разів на рік римо-католицький пробст відправляв Службу Божу, але у 1909 році о. Олександр Петро Мійський заборонив йому вхід до церкви. Цей вчинок здивував навіть місцевих селян-русинів[12].

Від цього часу в Кугаєві був створений комітет з будівництва римо-католицької каплиці, до якого увійшли ксьондз Францішек Іваніцкі як голова, ксьондз Нестор Шукальські як заступник голови, Еміль Уромські — секретар та рільники Ян Каліцінський, Миколай Герус, Міхал Кулик, Бенедикт Франчук, Ян Лазньовські, Станіслав Кошелінські та Ян Вонсович. Місцеві поляки зголосилися з пожертвами на будівництво каплиці. Безкоштовно звозили будівельні матеріали. 29 червня 1913 року новозбудовану каплицю освятив львівський вікарний єпископ Владислав Бандурський. Щорічно у першу неділю травня тут відбувалися дуже урочисті відпусти, на які прибувала ціла парафія. У 1920—1930-х роках кількість вірян у Кугаєві разом з Грабником досягала трьох сотень. У квітні 1946 року місцеві римо-католики разом із вовківським пробстом о. Генриком Шимусіком та значною частиною костельного майна виїхали до Польщі. Зачинену каплицю у радянський час, ймовірно, використовували в господарських потребах.
Нині каплиця у цілковитій руїні. Вся поросла деревами та чагарниками, покрівля збереглася частково, сиґнатурка з хрестом провалилися до середини, замість вікон залишилися металеві грати, в інтер'єрі — залишки вівтаря та розкидані по підлозі фрагменти різьблених елементів. Також збереглися дерев'яні гвинтові сходи, якими можна підійнятися на хори каплиці.
- Пам'ятний знак польським воякам, що полягли у боротьбі з більшовицькою навалою був встановлений у 1930 році на площі перед каплицею Матері Божої Королеви Корони Польської[12]. До наших днів не зберігся.

## Відомі люди
- Батіг Микола Іванович — український мистецтвознавець, художник-графік.